# Daihatsu Mira Cocoa
El Daihatsu Mira Cocoa (ダイハツ・ミラココア, Daihatsu Mira Kokoa) és un automòbil lleuger o kei car produït pel fabricant d'automòbils japonés Daihatsu entre els anys 2009 i 2018. El Mira Cocoa va substituir al Daihatsu Mira Gino a l'epai dels kei retro a la gama Daihatsu. Alhora, també va suposar el reemplaçament indirecte del Daihatsu Move Latte, que s'havia deixat de produir aquell any.

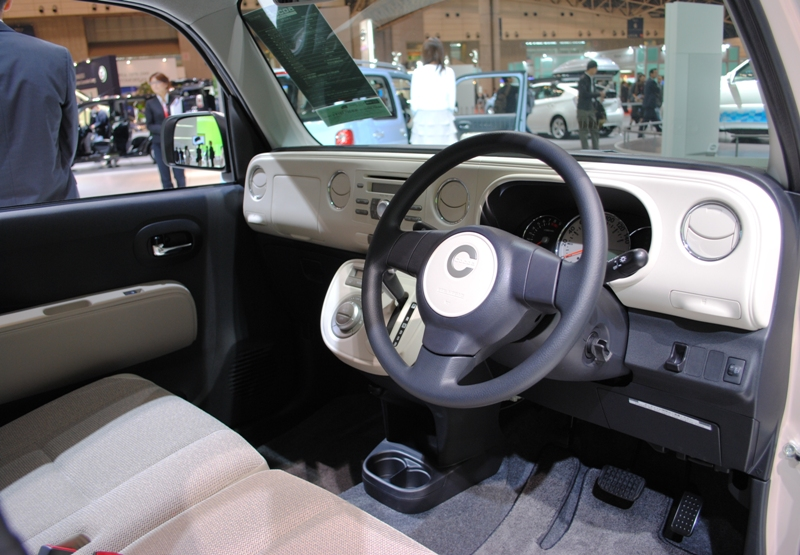
Interior del Mira Cocoa

Fou llançat al mercat el 17 d'agost de 2009 sobre la plataforma del Daihatsu Mira de setena generació, la berlina kei principal de la marca. Va nàixer com a substitut del Mira Gino, que s'havia deixat de produir el mateix any. La plataforma del Mira Cocoa era idèntica a la del Mira, però amb una carrosseria distinta. El Mira Cocoa equipà un motor KF-VE de tres cilíndres en línia atmosfèric amb 58 cavalls de potència i transmissió automàtica de quatre velocitats o una CVT. Com acostumen tots els kei car, el Mita Cocoa podia encarregar-se amb tracció al davant o a les quatre rodes.

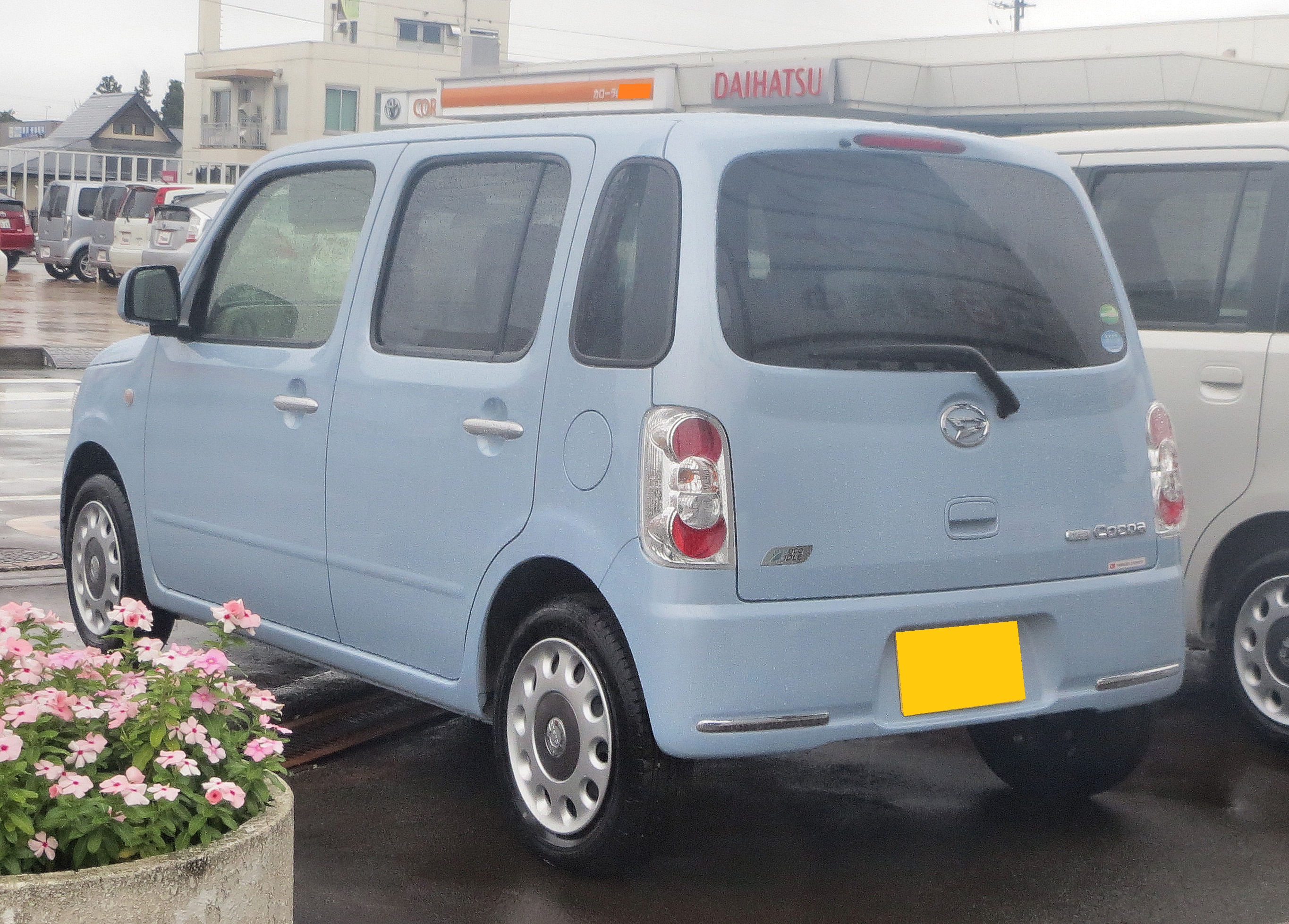
Mira Cocoa X

Els nivells o graus d'equipament eren "L", "X", "Plus L", "Plus X" i el més luxós "Plus G". A diferència de la majoria de models Daihatsu, el Mira Cocoa no va tindre una versió "Custom", reservada als equipaments més luxosos. No obstant això, les versions "Plus" equipaven unes barres cromades al sostre, intermitents integrats als retrovisors, seients especials, etc. Al febrer de 2018, a la fi de la seua producció, era l'únic model de la gama Mira que equipava tacòmetre de sèrie (el Mira i Mira e:S no el duien).
El febrer de 2018 s'autrà la producció del Mira Cocoa juntament amb la del Daihatsu Mira de setena generació en el qual estava basat. Un mes després, el 30 de març, el Mira Cocoa es retirà del catàleg de Daihatsu, sent substituït el 25 de juny del mateix any pel Daihatsu Mira Tocot. Durant tots els seus anys de comercialització, es van produir 227.905 unitats del model.